# Воскресенка (Яшкинский район)
Воскресенка — упразднённая в 2024 году деревня в Яшкинском районе Кемеровской области России. Входила на год упразднения в состав Шахтерской сельской территории Яшкинского административного района в рамках административно-территориального устройства и в состав Яшкинского муниципального округа в рамках организации местного самоуправления.

## География
Урочище находится в северо-западной части области, в юго-восточной части Западно-Сибирской равнины, к востоку от реки Томь, на расстоянии примерно 24 километров (по прямой) к западу-юго-западу (WSW) от посёлка городского типа Яшкино, административного центра района. Абсолютная высота — 133 метра над уровнем моря.
Уличная сеть деревни на 2019 год состояла из одной улицы (ул. Центральная).

## История
Основана в 1908 году. По данным 1926 года имелось 74 хозяйства и проживало 339 человек (в основном — русские). В административном отношении деревня входила в состав Моховского сельсовета Поломошинского района Томского округа Сибирского края.
Входила до 2019 года в состав Шахтёрского сельского поселения Якшинского муниципального района. После их упразднения в 2019—2024 годах в составе Яшкинского муниципального округа.
Исключена из учётных данных в 2024 году.

## Население
| 2010 |
| ---- |
| 0    |

### Национальный состав
По данным 1926 года проживало 339 человек (в основном — русские).
Согласно результатам переписи 2002 года, в национальной структуре населения русские составляли 100 % от общей численности населения в 2 жителя.

## Инфраструктура
Было личное подсобное хозяйство с зоной сельскохозяйственного использования, индивидуальная застройка усадебного типа. По данным 1926 года имелось 76 хозяйств. 